# İkizpınar, Kale
İkizpınar là một xã thuộc huyện Kale, tỉnh Malatya, Thổ Nhĩ Kỳ. Dân số thời điểm năm 2011 là 429 người.